# 精神的自由権
精神的自由権（せいしんてきじゆうけん）とは、日本国憲法第19条で認められている自由権の1つ。
4つの要素（思想・良心の自由、信教の自由(宗教の自由)、表現の自由、学問の自由）で構成される。
日本国憲法第19条、第20、第21条、第23条を包括している側面がある。

## 概要

### 思想・良心の自由
思想及び良心の自由は人間の精神活動を総称するものという事ができ、国家及び地方公共団体の公権力が国民の思想及び良心を侵害してはならないと言う事を明言している。
これは何が正義、善であるかを考えるということは完全に個人の自由であり、権力による介入は一切認められないという事である。
判例：三菱樹脂事件、謝罪広告事件

### 信教の自由（宗教の自由）
宗教の自由とは個人が権力と関わりなく、宗教を信じる又は信じない自由を認めている。
また、宗教上の行為、祝典、儀式又は行事に参加する事を強制されないとしている。
明治憲法では「安寧秩序ヲ妨ケス及臣民タルノ義務ニ背カサル限ニ於テ信教ノ自由ヲ有ス」(第28条)と規定されていた。
神社の礼拝が強制されている事から、事実上国家神道が国教であったと言える。
判例:地鎮祭違憲訴訟、牧会活動事件(牧師事件)

### 表現の自由
精神的自由権における中心的地位を占めている。
表現の自由は、自身の心の中で考える思想・良心の自由とは 違い、外部への表現がある為、他者及び社会公共への影響力があり制約の対象となる場合がある。
しかし、外部への表現と、個人の思想・自由を完全に切り離す事は困難であり、結果として思想・自由の弾圧になってしまう為、制約をどこまで課す事が出来るのかが問題になっている。
判例:渋谷暴動事件、破防法違反事件、公安条例違反事件

### 学問の自由
学問の自由は23条により、「学問の自由は、これを保障する。」と規定されている。
これは人間が真理を追求し、虚偽を排除し、真実とする所に従って体系的な知識を作り上げる事を、権力によって介入、干渉、圧迫、侵害される事を禁止するというものである。
判例:ポポロ事件